# Sileno
Sileno (em grego antigo: Σειληνός, transl. Seilēnós; em latim: Silenus) era, na mitologia grega (e posteriormente na mitologia romana), um dos seguidores de Dioniso, seu professor e companheiro fiel. Notório consumidor de vinho, era representado como estando quase sempre bêbado e tendo de ser amparado por sátiros ou carregado por um burro. Sileno era descrito como o mais velho, o mais sábio e o mais beberrão dos seguidores de Dioniso, e era descrito como tutor do jovem deus nos hinos órficos.
Quando estava sob o efeito do álcool, Sileno adquiria conhecimentos especiais e o poder da profecia. O rei da Frígia Midas estava ansioso para aprender com ele, e o aprisionou, laçando-o numa fonte onde Sileno costumava beber.

Segundo o filólogo e filósofo alemão Friedrich Nietzsche (1844–1900):

Reza a antiga lenda que o rei Midas perseguiu na floresta, durante longo tempo, sem conseguir capturá-lo, o sábio Sileno, o companheiro de Dionísio. Quando, por fim, ele veio a cair em suas mãos, perguntou-lhe o rei qual dentre as coisas era a melhor e a mais preferível para o homem. Obstinado e imóvel, o demônio calava-se; até que, forçado pelo rei, prorrompeu finalmente, por entre um riso amarelo, nestas palavras: — Estirpe miserável e efêmera, filhos do acaso e do tormento! Por que me obrigas a dizer-te o que seria para ti mais salutar não ouvir? O melhor de tudo é para ti inteiramente inatingível: não ter nascido, não ser, nada ser. Depois disso, porém, o melhor para ti é logo morrer.

— Nietzsche, O Nascimento da Tragédia, 1872

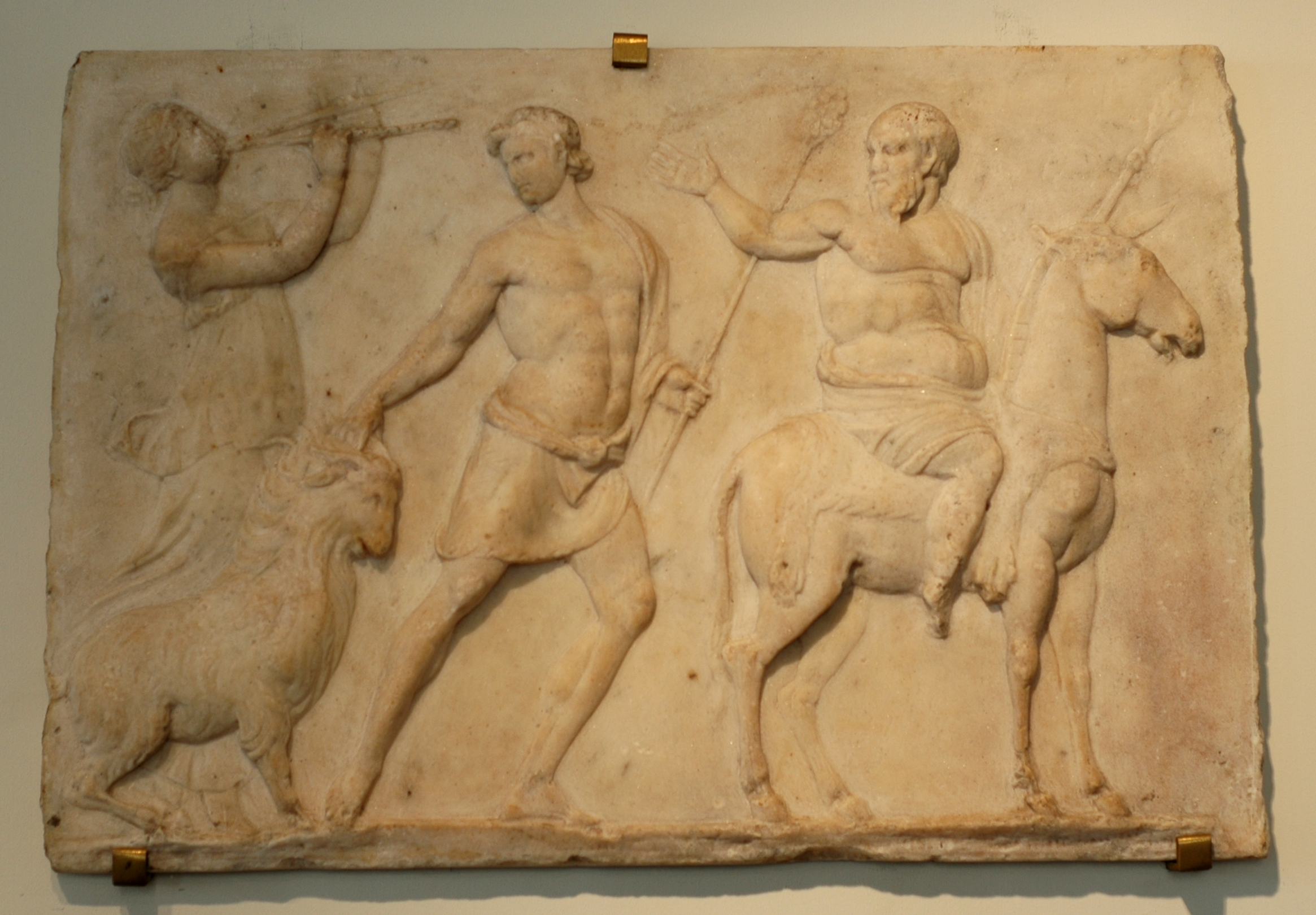
Sileno, baixo-relevo romano do fim do século I (Cabinet des Médailles, Paris).

Uma versão alternativa da lenda narra que, quando perdido e vagando pela Frígia, Sileno teria sido regatado por camponeses e levado ao rei Midas, que o tratou bem.
Nessa altura, Dioniso ofereceu a Midas uma recompensa por sua bondade, e este escolheu o poder de transformar tudo o que tocasse em ouro e este passou a ser também seu seguidor.
Na peça satírica de Eurípides, Ciclope, Sileno está preso com os sátiros na Sicília, onde foram escravizados pelos ciclopes. Representam os elementos cômicos da histórica, que é basicamente uma brincadeira com o livro IX da Odisseia de Homero. Sileno se refere aos sátiros como "suas crianças", durante a peça.

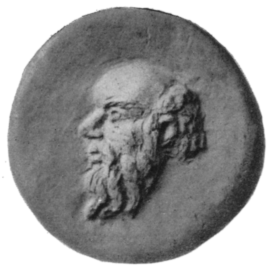
Relevo romano mostrando a cabeça de Sileno, descoberto em Holt, Inglaterra.

Com o tempo os seguidores de Dioniso passaram a ser chamados de Silenoi, "silenos". Eram representados sempre como calvos e gordos, com lábios grossos e narizes achatados.
Sileno também veio a se tornar um xingamento em latim, utilizado na peça Rudens, de Plauto, escrita em cerca de 211 a.C., para descrever a personagem Labrax, um cafetão (leno) traiçoeiro, como "[…] um sileno velho e barrigudo, criminoso careca e mal-encarado, com sobrancelhas grossas, a rosnar e se debater".

### Papposilenus
Papposilenus é uma representação de Sileno que enfatiza a sua velhice, particularmente como personagem comum em peça satírica ou comédia. Na pintura de vaso, o seu cabelo é geralmente branco e, tal como nas estatuetas, Papposilenus tem barriga, seios descaídos e coxas peludas. Nestas representações, fica evidente que o Papposilenus é um principal ator a desempenhar um papel. O seu traje inclui uma meia-calça tufada com pêlo (mallōtos chitōn) que parece ter entrado em uso em meados do século V a.C.

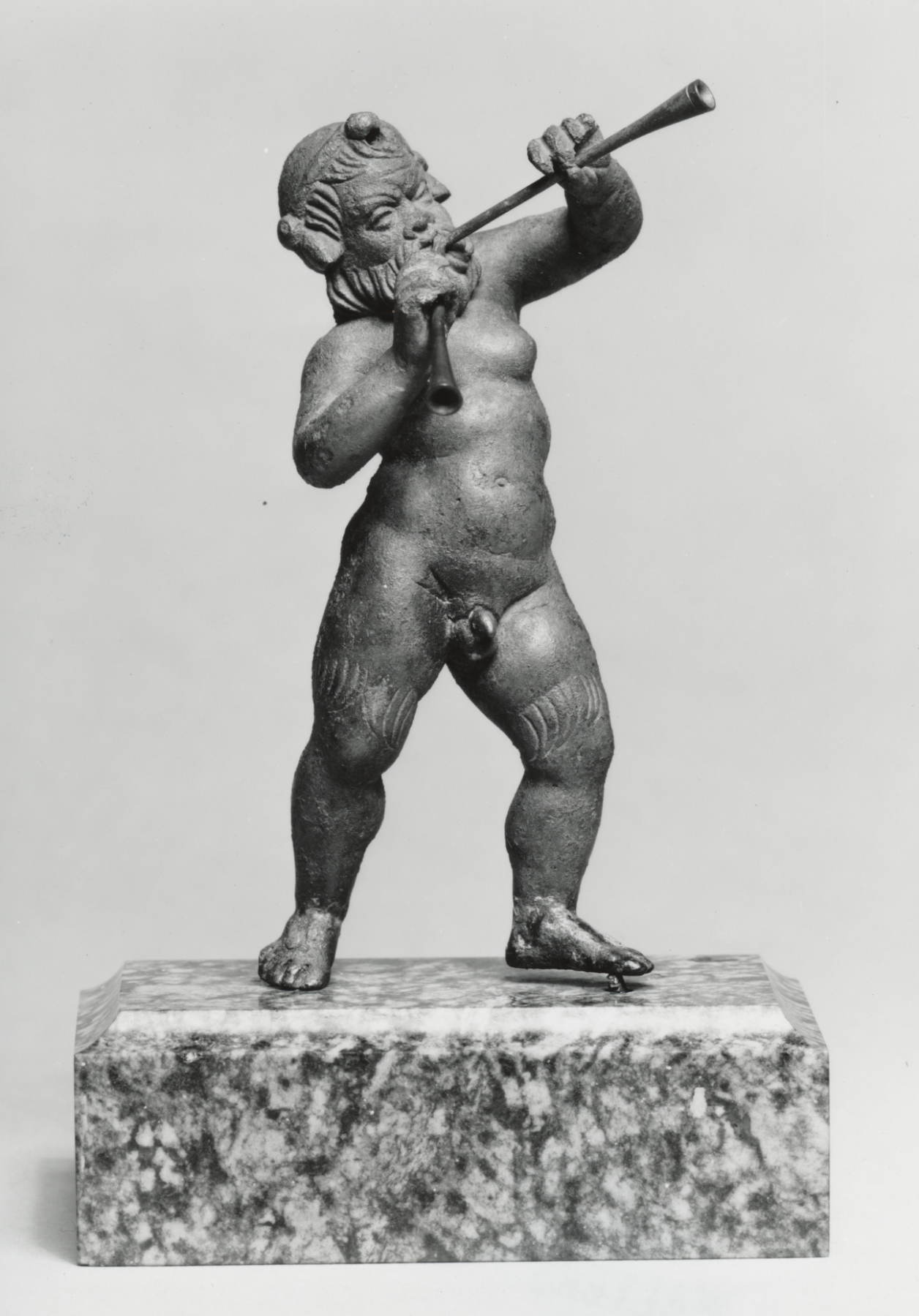
Papposilenus playing an aulos, bronze from 3rd century BC, (Walters Art Museum)
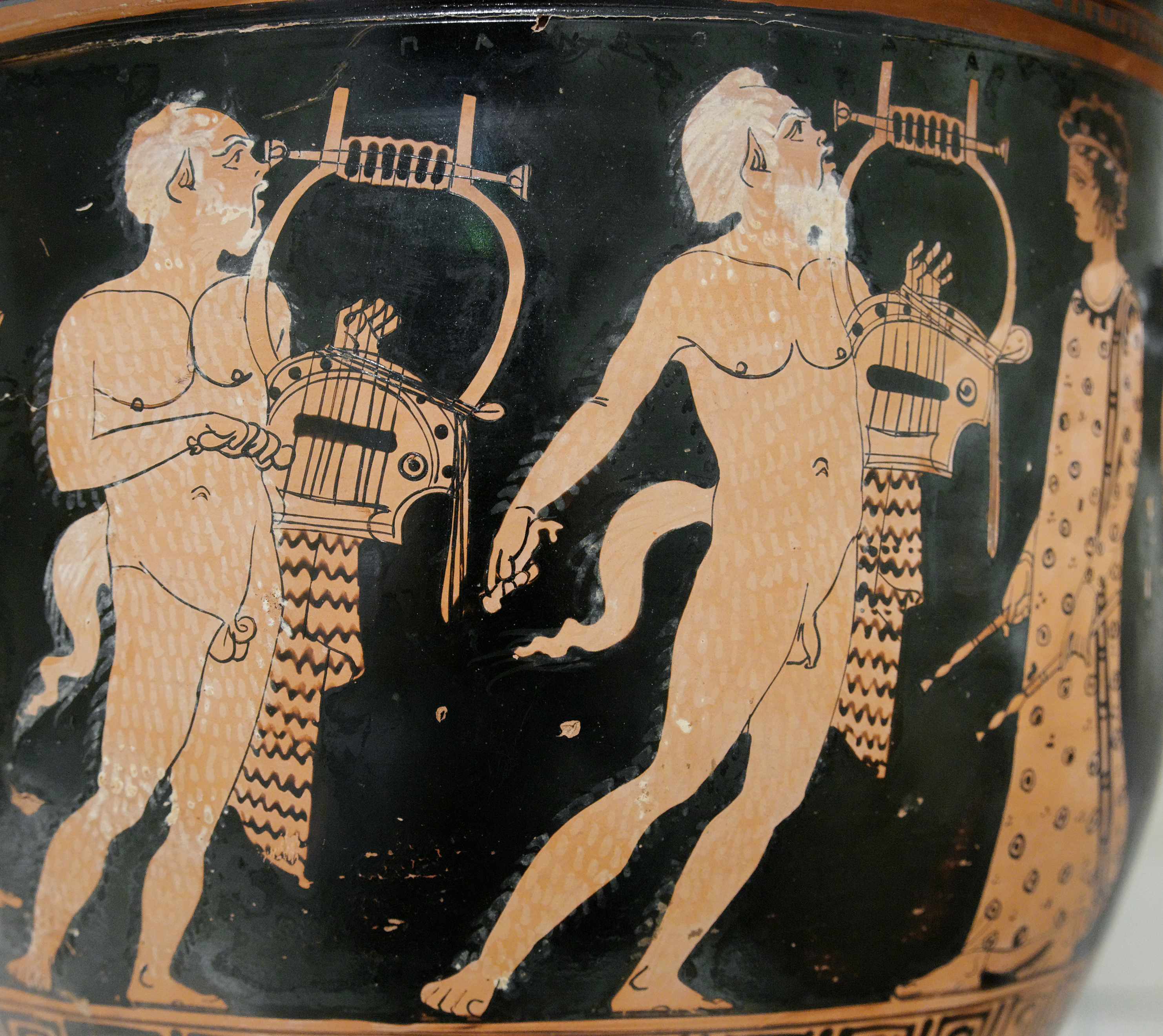
Dois papposilenoi como cantores no Panathenaia em figuras vermelhas sino-cratera do Ático atribuído a Polion, c. 420 BC
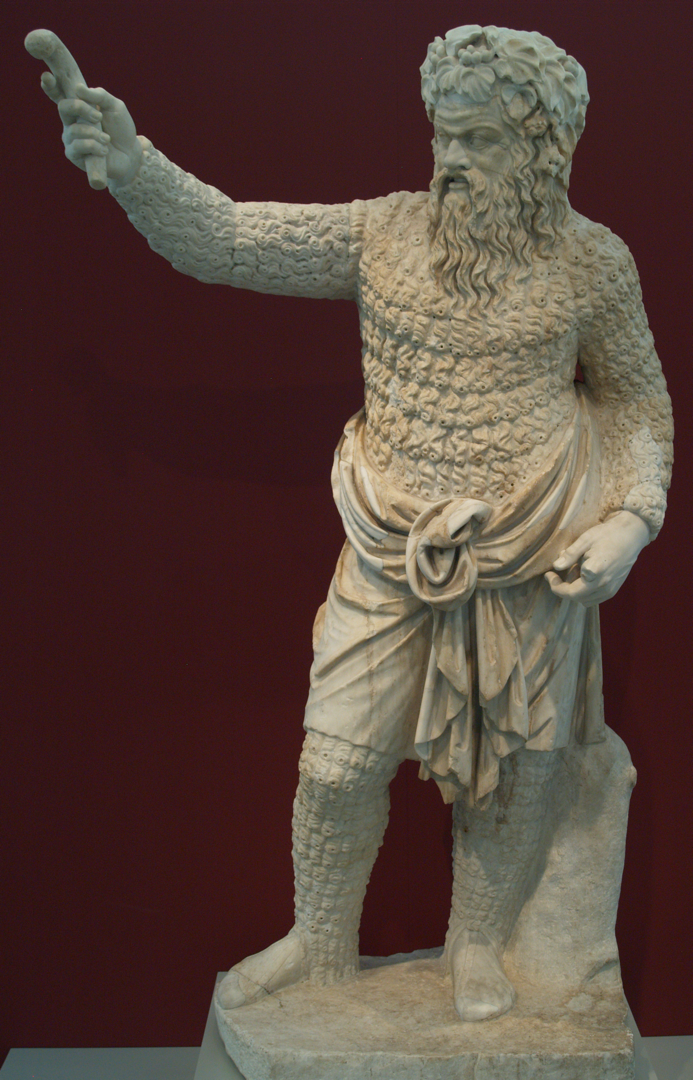
Actor como Papposilenus, c.  100 d.C., original do século IV a.C. (Museu Altes, Berlim)